# Loburn
Loburn est une localité rurale du Nord de la région de Canterbury, située dans l’Île du Sud de la Nouvelle-Zélande.

## Situation
Elle est localisée à 10 kilomètres au nord-ouest de la ville de Rangiora et à pratiquement 50 kilomètres au nord de la cité de Christchurch.

## Géographie
Loburn est localisé tout près de l’extrémité nord de la plaine de
 Canterbury. 
La ville est limitée au sud et à l’ouest respectivement par le fleuve Rakahuri - Ashley et la rivière Okuku, 
Vers le nord, elle est bordée par le pied des monts Mount Grey / Maukatere (en) (qui s’élève à 933 m)  et le 'Mt Karetu' (s’élevant à 972 m   et elle est limitée à l’est par la 'forêt de Ashley'.
Elle même est située à une altitude 116 m au niveau du «terrain d’aviation de « Loburn Abbey Airfield»

## Géologie
La zone de faille de «Loburn-Ashley» est localisée à partir de la berge nord du fleuve et passe à travers la route d'Hodgsons vers le nord puis court parallèle au fleuve Ashley.
La faille de Loburn ,qui court le long du bord sud de la route de 'Hodgsons Road', est responsable des divers chenaux en terrasses abandonnés par le flux avec des structures en coins et l’escarpement de faille (en) est visible en particulier au niveau de «Round Hill» .
La topographie au niveau de Loburn est généralement plate avec des collines ondulant gentiment, avec une altitude, qui diminue graduellement en direction du sud à partir du pied des collines.

## Démographie
| Recensement en Nouvelle-Zélande | Recensement en Nouvelle-Zélande | Recensement en Nouvelle-Zélande | Recensement en Nouvelle-Zélande | Recensement en Nouvelle-Zélande | Recensement en Nouvelle-Zélande | Recensement en Nouvelle-Zélande |
| ------------------------------- | ------------------------------- | ------------------------------- | ------------------------------- | ------------------------------- | ------------------------------- | ------------------------------- |
| Année                           | 1901.                           | 1996                            | 2001                            | 2006                            | 2013                            | 2018.                           |
| Pop.                            | 537                             | 1 032                           | 1 197                           | 1 584                           | 2 187                           | 2 470                           |
| Source : .                      |                                 |                                 |                                 |                                 |                                 |                                 |

## Activité économique
Loburn est une petite communauté sans magasin.
L’industrie locale comporte une fabrique de fromages et des vergers.
Les fermes du secteur comprennent des élevages de moutons, de bétail et d’émeus.

## Éducation
Loburn a 2 écoles:

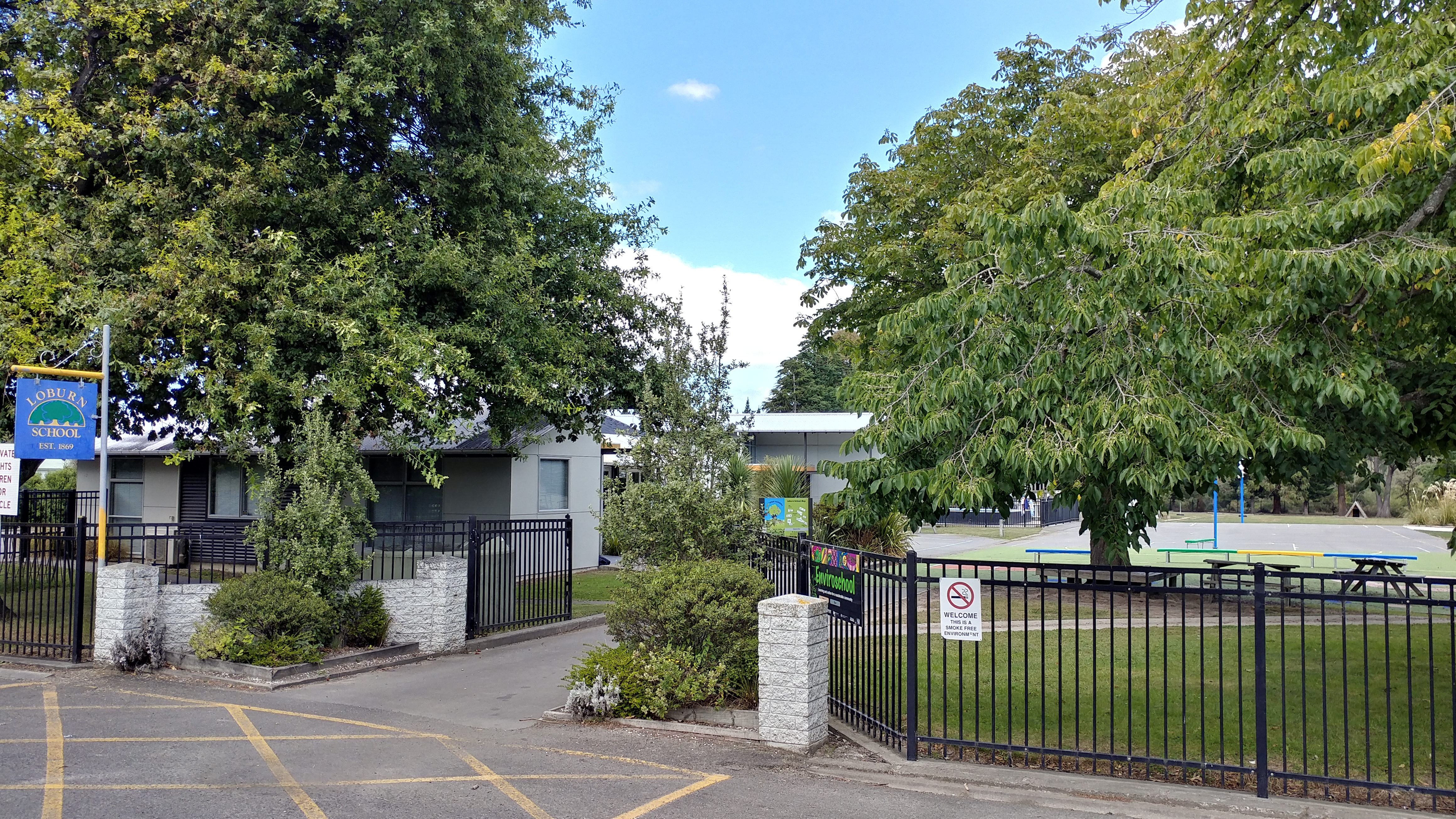
Entrée de l’école de Loburn en 2018

- L’école de « Loburn School » date de 1869. C’est une école primaire mixte ayant un taux de décile 9 [12], avec un effectif de 158 étudiants en 2010. Le principal est Mr Stuart Priddy[13].

- L’école « North Loburn School », qui date de 1882, est une école primaire publique, mixte, avec un décile de 9 [14] avec un effectif de 117 étudiants en 2010. Le principal est Mr Darryn Ward.